# Єдиний державний реєстр виконавчих документів
Єдиний державний реєстр виконавчих документів — автоматизована система збирання, зберігання, захисту, обліку, пошуку електронних виконавчих документів, а також надання інформації з нього.
До реєстру обов'язково вносяться всі виконавчі документи, на підставі яких здійснюється примусове виконання.

## Порядок функціонування
Виконавчий документ скріплюється електронним цифровим підписом уповноваженої посадової особи та вноситься до реєстру.
Протягом п'яти днів після набрання судовим рішенням законної сили виконавчий документ уноситься до реєстру, а його копія (текст) надсилається стягувачу. Виконавче провадження розпочинається за повідомленням суду про внесення ним виконавчого документа до реєстру.

## Запровадження
У законодавстві України положення про реєстр з'явилися з набранням чинності новими процесуальними кодексами (15 грудня 2017 року).
Положення про реєстр затверджується спільним нормативно-правовим актом Міністерства юстиції України та Державної судової адміністрації України.
Реєстр починає функціонувати через 30 днів із дня опублікування Державною судовою адміністрацією України відповідного повідомлення в газеті «Голос України».